# Action le magazine des tireurs, des armes et de la sécurité
 (août 2025).
Si vous disposez d'ouvrages ou d'articles de référence ou si vous connaissez des sites web de qualité traitant du thème abordé ici, merci de compléter l'article en donnant les références utiles à sa vérifiabilité et en les liant à la section « Notes et références ».
Action le magazine des tireurs, des armes et de la sécurité est une revue française spécialisée dans les armes. Fondée en 1978 sous le parrainage de l'écrivain Gérard de Villiers, elle a successivement porté les noms de : « Double Action » (décembre 1978) ; « Action Digest » (septembre 1979) ; « Action Guns » (octobre 1981) ; « Action Armes & Tir » (février 2004) ; « Action Pro Sécurité » (janvier 2014) et « Action le magazine des tireurs, des armes et de la sécurité » depuis le numéro 380 de mars-avril 2018. Son éditeur actuel est le même que celui de la Gazette des armes. 
Sa publication périodique est bimestrielle depuis septembre 2008. Avant cela, elle paraissait chaque mois avec un numéro double pour juillet-août.